# Harald Dohrn
Harald Dohrn (geboren am 17. April 1885 in Neapel; gestorben am 29. April 1945 in München) war von 1914 bis 1935 geschäftsführender Gesellschafter des Festspielhauses Hellerau. Er war Sympathisant der Weißen Rose und Regimekritiker zur Zeit des Nationalsozialismus in Deutschland.

## Leben

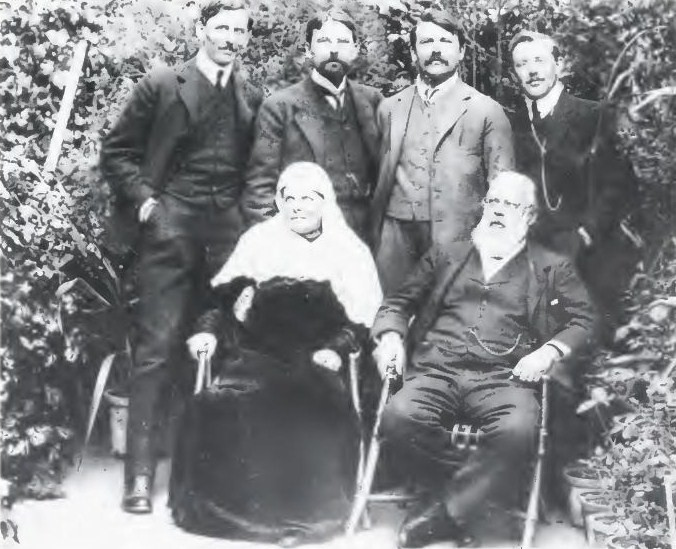
Familie Dohrn 1905 in Neapel; stehend von links nach rechts: Reinhard (1880–1962), Boguslav (1875–1960), Wolf (1878–1914) und Harald (1885–1945); sitzend: Marie (1856–1918) und Anton Dohrn (1840–1909).

Er war einer der Söhne des Meeresbiologen Anton Dohrn und machte 1904 Abitur am Wilhelmsgymnasium München. 1912 übernahm er an der Seite seines sieben Jahre älteren Bruders Wolf Dohrn die Leitung der „Bildungsanstalt für Musik und Rhythmus von Émile Jaques-Dalcroze GmbH“ in Hellerau. Über die Hälfte der Einlagen in diese GmbH stammte von Wolf und Harald Dohrn. Heute ist diese Bildungsanstalt unter dem Namen Festspielhaus Hellerau bekannt. Nach dem tragischen Tod von Wolf Dohrn 1914 und dem endgültigen Wegbleiben von Émile Jaques-Dalcroze im selben Jahr übernahm er als leitender Geschäftsführer die Verantwortung für die Bildungsanstalt und führte diese im Sinne ihrer Gründer weiter. Als aufgrund des Ersten Weltkrieges auch die ausländischen Schüler das Land verließen, musste die Schule geschlossen werden.
Harald Dohrn versuchte von da an unermüdlich, neue Mieter für die Gebäude der Bildungsanstalt zu finden. Dabei akzeptierte er nur Mieter, die mit seinen liberalen und humanistischen Überzeugungen vereinbar waren. Weitgehend erfolglos bei dieser Suche, konnte er finanzielle Probleme, insbesondere ab 1933 nicht verhindern. Nach der Scheidung von seiner ersten Frau, Johanna, verkaufte Harald Dohrn seine Anteile an der „Bildungsanstalt Jaques-Dalcroze GmbH“ an den Mitgesellschafter, die „Gartenstadtgesellschaft Hellerau GmbH“ und zog 1935 von Hellerau nach München, wo er eine Ausbildung zum Heilgymnastiker begann. In jener Zeit konvertierte er zum katholischen Glauben. 1941 verlegte er seinen Wohnsitz nach Bad Wiessee am Tegernsee und gründete dort ein Sanatorium für „Reform- und Diätverpflegung“.
Seine Stieftochter Herta (1914–2016) heiratete 1941 Christoph Probst, der Mitglied der Weißen Rose war. Dohrn geriet als Sympathisant dieser Vereinigung und Regimekritiker ins Visier der NS-Justiz, wurde 1943 jedoch zunächst freigesprochen (im 3. Prozess gegen die Weiße Rose). 1945 beteiligte er sich gemeinsam mit seinem Schwager Hans Quecke an einem Aufruf der Freiheitsaktion Bayern. Er wurde jedoch von Hausangestellten denunziert und am 29. April 1945, kurz vor Einmarsch der Amerikaner, von einem SS-Kommando im Perlacher Forst erschossen. Harald Dohrn wurde 60 Jahre alt und ist auf dem Münchner Friedhof am Perlacher Forst bestattet.

## Ehrungen
- In München erinnert an ihn die nach ihm benannte Harald-Dohrn-Straße im Stadtteil Hasenbergl.
- Sein Name steht auch auf einer Gedenktafel für Mitglieder der Freiheitsaktion Bayern im heutigen Bayerischen Staatsministerium für Ernährung, Landwirtschaft und Forsten.[6]
- Die katholische Kirche hat Harald Dohrn als Glaubenszeugen in das deutsche Martyrologium des 20. Jahrhunderts aufgenommen.Gedenkkreuz in Bad Wiessee

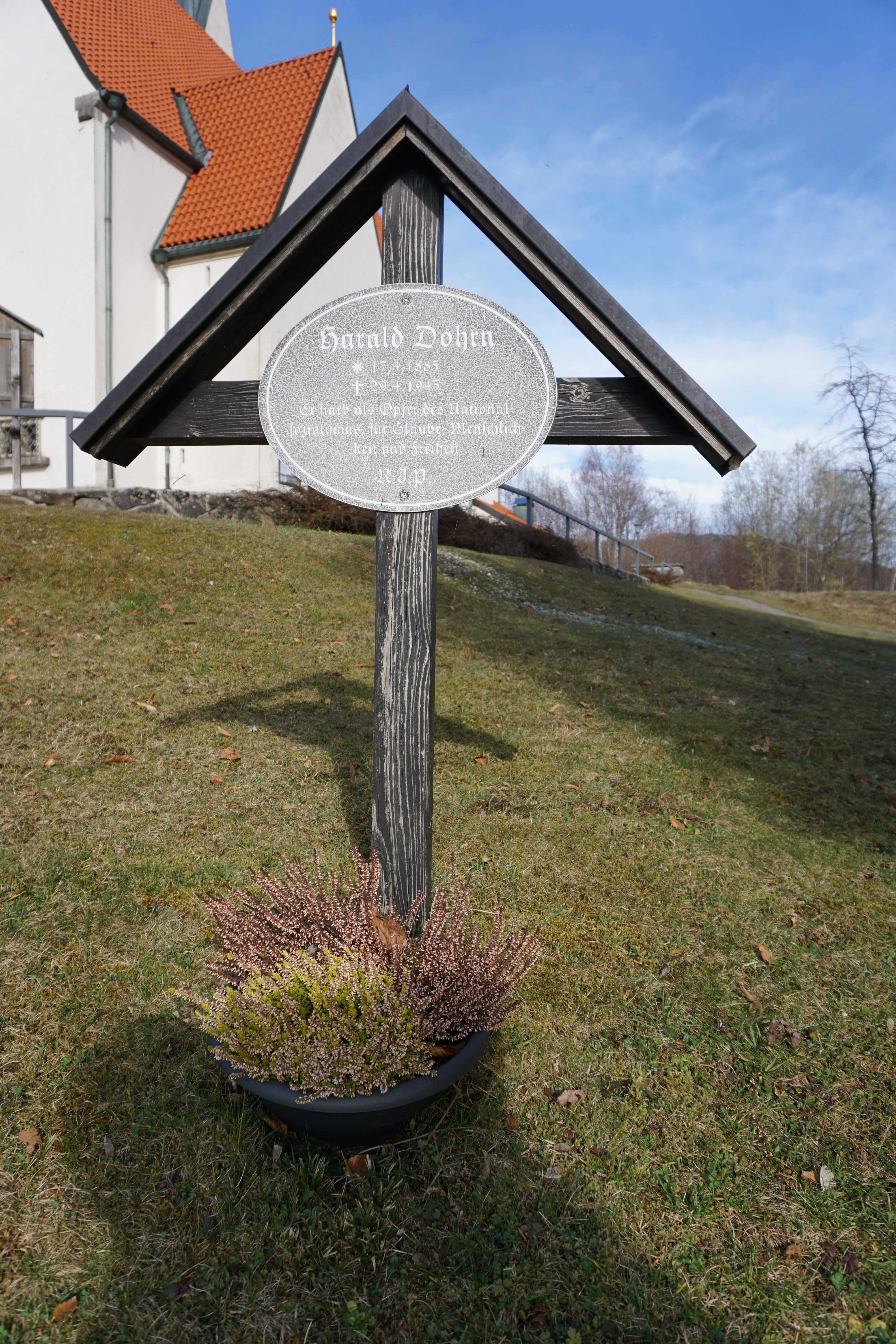
Gedenkkreuz in Bad Wiessee